# كارل ستراس
كارل ستراس (بالإنجليزية: Karl Struss)‏ (و. 1886 – 1981 م) هو مصور سينمائي، ومصور، من الولايات المتحدة الأمريكية، ولد في نيويورك، توفي في سانتا مونيكا، كاليفورنيا، عن عمر يناهز 95 عاماً.

## التعليم
تعلم في جامعة كولومبيا، وكلية المعلمين (جامعة كولومبيا).

## جوائز وترشيحات
حصل على جوائز منها:
- جائزة الأوسكار لأفضل تصوير سينمائي، عن عمل: شروق الشمس: قصة بشريين.

ترشح لـ:
- جائزة الأوسكار لأفضل تصوير سينمائي، عن عمل: شروق الشمس: قصة بشريين
- جائزة الأوسكار لأفضل تصوير سينمائي، عن عمل: The Sign of the Cross (1932 film) [الإنجليزية]‏
- جائزة الأوسكار لأفضل تصوير سينمائي، عن عمل: دكتور جيكل والسيد هايد
- جائزة الأوسكار لأفضل تصوير سينمائي ملون، عن عمل: Aloma of the South Seas (1941 film) [الإنجليزية]‏.

## وصلات خارجية
- كارل ستراس على موقع IMDb (الإنجليزية)
- كارل ستراس على موقع الموسوعة البريطانية (الإنجليزية)
- كارل ستراس على موقع ألو سيني (الفرنسية)
- كارل ستراس على موقع أول موفي (الإنجليزية)
- كارل ستراس على موقع قاعدة بيانات الأفلام السويدية (السويدية)
- كارل ستراس على موقع قاعدة بيانات الفيلم (الإنجليزية)
- كارل ستراس على موقع كينوبويسك (الروسية)